# The Hand That Rocks the Cradle
The Hand that Rocks the Cradle (bra: A Mão Que Balança o Berço; prt: A Mão Que Embala o Berço) é um filme estadunidense de 1992, dos gêneros drama e suspense, realizado por Curtis Hanson, com roteiro de Amanda Silver.
Estrelado por Annabella Sciorra e Rebecca de Mornay, conta a história de uma babá vingativa e psicopata que manipula uma mulher ingênua para roubar sua família.
Em 2013, o site Hollywood Reporter informou que o canal ABC Family, pertencente à rede ABC, estaria desenvolvendo o piloto de uma série derivada do filme, com roteiro de Daniel Loflin. A produção executiva, além de Loflin, teria Mike Weber e Ted Field, um dos produtores do filme.
Em 26 de setembro de 2024 foi anunciado que um remake do filme está em desenvolvimento pela 20th Century Studios, estrelado por Maika Monroe, dirigido por Michelle Garza Cervera e com Micah Bloomerg como roteirista.

## Sinopse
Quando Claire e Michael Bartel estão quase desistindo de procurar uma babá para seu filho recém-nascido, conhecem a elegante e simpática Peyton, que consegue a vaga. Elegante, educada e dedicada, ela é simplesmente perfeita. Com o tempo, porém, ela começa a se comportar estranhamente, pondo em risco a segurança daquela família perfeita.

## Elenco
- Annabella Sciorra ..... Claire Bartel
- Rebecca De Mornay ..... Peyton Flanders / Sra. Mott
- Matt McCoy ..... Michael Bartel
- Ernie Hudson ..... Solomon
- Julianne Moore ..... Marlene "Marl" Craven
- Madeline Zima ..... Emma Bartel
- John de Lancie ..... dr. Victor Mott
- Kevin Skousen ..... Marty Craven
- Mitchell Laurence ..... advogado
- Justin Zaremby ..... Roth

## Recepção
The Hand That Rocks the Cradle abriu em 10 de janeiro de 1992 e arrecadou US$7,675,016 em seu primeiro final de semana, colocando Hook na segunda posição depois da estadia deste de quatro semanas em primeiro lugar. O filme durou em primeiro lugar por quatro semanas consecutivas, depois caiu para segundo lugar, atrás de Medicine Man, que também foi lançado pela Hollywood Pictures. Ao final de sua exibição, o filme ganhou um total doméstico de US$88,036,683.